# Municipio de Cleary
El municipio de Cleary (en inglés: Cleary Township) es un municipio ubicado en el condado de Burke en el estado estadounidense de Dakota del Norte. En el año 2010 tenía una población de 37 habitantes y una densidad poblacional de 0,4 personas por km².

## Geografía
El municipio de Cleary se encuentra ubicado en las coordenadas 48°41′8″N 102°40′10″O / 48.68556, -102.66944. Según la Oficina del Censo de los Estados Unidos, el municipio tiene una superficie total de 93.17 km², de la cual 91,42 km² corresponden a tierra firme y (1,88 %) 1,75 km² es agua.

## Demografía
Según el censo de 2010, había 37 personas residiendo en el municipio de Cleary. La densidad de población era de 0,4 hab./km². De los 37 habitantes, el municipio de Cleary estaba compuesto por el 100 % blancos. Del total de la población el 0 % eran hispanos o latinos de cualquier raza.